# グルコノラクトン
グルコノラクトン (gluconolactone) は、グルコースの1位のヒドロキシ基がケトンに置き換わった、代表的なラクトンの一種である。別名をグルコノ-δ-ラクトンといい、GDL と略される。
生体内ではグルコース-1-デヒドロゲナーゼの作用によりグルコースから変換される。たとえば、ミツバチは体内でグルコースからグルコノラクトンを作り、蜂蜜に多く含まれる。そのため別名ハチミツ酸とも言われる。

## 用途
グルコノラクトンは、天然の食品添加物として使用される。水溶液中では加水分解によりグルコン酸と平衡状態にあり、豆腐やチーズの凝固剤として使用される。また、低温で反応せず均一に発泡するため、ビスケット、パン、ドーナツなどの膨張剤として使用される。甘味とともに酸味があり、酸味料、pH調整剤としてハム、ソーセージやジュースに利用される。天然キレート剤として、化粧品やパック素材として利用されている。
グルコン酸への加水分解率は熱と高pHによって上昇する。

### ミョウバン（アルミニウム）の代替
旧来、ミョウバン（アルミニウムの化合物）は重曹（炭酸水素ナトリウム）を中和、炭酸ガスを発生させるための膨張剤として、ベーキングパウダーに利用されてきた。
しかしながら、アルミニウムの毒性、とりわけアルツハイマーの発症リスクが指摘されている。
これを代替する中和剤としてグルコノラクトンは有用である。